# 한국의 노동운동
한국의 노동운동(韓國-勞動運動)은 일제강점기인 1920년대 이후로 활동이 시작되었다.

## 개요
한국의 자본-노동관계는 1876년 강화도 조약 체결 후 일본 자본주의가 진출하면서 이루어졌다. 1910년대 후반부터 일본의 적극적인 자본수출과 결부되어 근대적 공장이 확장되고 노동자가 급증했다. 1919년 3·1운동을 계기로 대중적 조직의 중요성을 인식한 지도자들에 의해 1920년 처음으로 전국적 수준의 노동자 단체를 결성하고, 그들의 계급적 강령을 갖게 되는데 조선노동공제회가 그것이었다. 1920년 1월에 발족한 이 공제회는 지도부가 주로 자산계급이었고, 그 활동도 노동계급의 의식과 역량 부족으로 계몽단체 수준이었으며, 지도층의 주도권 싸움이 끊임없이 발생했다. 이들은 1923년의 조선노동동맹과 1926년의 조선노동총동맹 등으로 이어졌다. 특히 조선노동총동맹은 노동운동을 대표하는 노동단체로서의 역할을 하게 되었다. 그러나, 1937년 중일전쟁 이후 노동운동은 거의 불가능해져 노동자들이 할 수 있는 쟁의는 태업에 지나지 않았다.
이같이 위축되었던 노동운동은 8·15광복과 더불어 전환기를 맞았다. 1945년 조선노동조합전국평의회(朝鮮勞動組合全國評議會)가 조직되었는데 이는 남로당의 전위행동대로서 남한의 정치 및 사회질서를 혼란시키는 데 주력했다. 광복과 더불어 노동운동은 폭발적으로 고양되어 1945년 11월 조선노동조합전국평의회(전평)가 결성되었다. 이 단체는 8시간 노동·최저임금제 확립 등을 강령으로 하여 처음에는 과격한 투쟁을 억제하는 중도적 태도를 견지하였다. 그러나, 신탁통치의 찬반을 둘러싼 당시의 정치상황이 노동운동의 영역에도 반영되어, 1946년 3월에는 극좌계 노동단체인 조선노동조합전국평의회를 인정하지 않으려는 미군정의 지원하에 대한독립촉성노동총연맹(대한노총)이 결성되었다.

## 같이 보기
- 노동조합
- 대한민국의 노동운동